# Kulturgutschutzgesetz (Deutschland)
Das Gesetz zum Schutz von Kulturgut (kurz Kulturgutschutzgesetz, KGSG) ist ein Bundesgesetz der Bundesrepublik Deutschland. Neben den landesrechtlichen Denkmalschutzgesetzen regelt es einen Teilbereich des Kulturgutschutzes. Es löste am 6. August 2016 das bis dahin geltende Gesetz zum Schutz deutschen Kulturgutes gegen Abwanderung, das Kulturgutrückgabegesetz und das Gesetz zur Ausführung der Haager Konvention von 1954 ab.

## Geschichte
Regelungen zum Schutz von Kulturgütern gegen Abwanderung ins Ausland wurden von verschiedenen deutschen Ländern im frühen 20. Jahrhundert erlassen. Dafür gab es zahlreiche Vorbilder aus anderen Staaten, die entsprechende Regelungen schon im 19. Jahrhundert erlassen hatten.

### Vorläuferregelungen
Die erste gesamtdeutsche Regelung wurde nach dem Ersten Weltkrieg mit einer Reichsverordnung über die Ausfuhr von Kunstwerken vom 11. Dezember 1919 getroffen. Danach sollte ein Verzeichnis national wertvoller Kunstwerke angelegt werden, deren Export beschränkt wurde. Anlass war die Ausfuhr von Kunstwerken aus Adelsbesitz, insbesondere der Oldenburger Gemäldegalerie durch den abgedankten Großherzog im Sommer 1919, der nationale Proteste ausgelöst hatte.
Am 8. Mai 1920 folgte eine Reichsverordnung über den Schutz von Denkmalen und Kunstwerken, die auch unabhängig von der Eintragung in das genannte Verzeichnis Exportbeschränkungen vorsah. Damit wollte man insbesondere „Panikverkäufen“ ins Ausland zur Linderung akuter Not begegnen.
1955 wurde ein Gesetz zum Schutz deutschen Kulturgutes gegen Abwanderung (kurz: Kulturgutschutzgesetz) erlassen. Seinem Inhalt nach entsprach es weitgehend der Reichsverordnung von 1919. Es trug insbesondere der mit dem Grundgesetz eingeführten „Kulturhoheit der Länder“ Rechnung, indem es in das Ermessen der Länder stellte, ob und welche Kulturgüter sie in das Verzeichnis national wertvollen Kulturgutes eintragen lassen. Schon ein Jahr zuvor war die Haager Konvention zum Schutz von Kulturgut bei bewaffneten Konflikten erlassen worden, die in Deutschland durch ein Transformationsgesetz Gültigkeit erlangte.
Da der Kunsthandel auch den europäischen Binnenmarkt tangiert, erließ die Europäische Union seit den 1990er Jahren zunehmend ebenfalls Regelungen auf dem Gebiet des Kulturgutschutzes. Hierzu gehörte einerseits die 1992 erstmals erlassene und 2009 neu gefasste Ausfuhrverordnung, die in den EU-Mitgliedstaaten unmittelbar gilt. Die 1993 erlassene und nicht unmittelbar in den Mitgliedstaaten geltende Kulturgüterrückgaberichtlinie der EU wurde erst 1998 umgesetzt, nachdem es zu einem Verfahren gegen die Bundesrepublik Deutschland vor dem Europäischen Gerichtshof gekommen war.  Ihrer Umsetzung diente ein neu erlassenes Kulturgüterrückgabegesetz sowie eine Novelle des Kulturgutschutzgesetzes von 1955.
Als die Bundesrepublik Deutschland 2007 schließlich auch das Übereinkommen über Maßnahmen zum Verbot und zur Verhütung der unzulässigen Einfuhr, Ausfuhr und Übereignung von Kulturgut der UNESCO von 1970 ratifizierte, wurden Kulturgutschutzgesetz und Kulturgüterrückgabegesetz novelliert. Dabei wurde auch eine Evaluation dieser neuen Rechtslage nach wenigen Jahren beschlossen.

### Neufassung 2016
Als Ergebnis dieser Evaluation legte die Bundesregierung im April 2013 einen umfangreichen Bericht über die Auswirkungen der Novelle vor. Der Bericht stufte die geltende Rechtslage als ineffektiv und damit unzureichend ein. Als Hauptkritikpunkte wurden benannt:
- Das Gesetz von 2007 habe sich für die Kulturgüterrückgabe als nicht praxistauglich erwiesen: Kein einziges Kulturgut sei auf seiner Grundlage zurückgegeben worden. Als Ursache hierfür wurden die hohen Anforderungen an eine Rückführung identifiziert, denen kaum ein Drittstaat gerecht geworden sei. Das Gesetz ermöglichte nämlich nur eine Rückführung von Kulturgütern, die in ihrem Herkunftsstaat in ein Verzeichnis nationalen Kulturgutes eingetragen waren. Nur die wenigsten Staaten führen aber überhaupt solche Verzeichnisse.[14]
- Entsprechendes gilt für die Praxis von Einfuhrkontrollen.[14]
- Ein effektiver Abwanderungsschutz sei auf Grundlage des geltenden Gesetzes nicht möglich gewesen: Die zuständigen Behörden hatten bereits Probleme ihnen unbekannte, aber von Ausfuhrbeschränkungen betroffene Kulturgüter bei Ausfuhrkontrollen zu identifizieren.[15] Im Übrigen erwies sich als Problem, dass Ausfuhrverbote an die Eintragung in das Verzeichnis nationalen Kulturgutes gebunden war, man sich mit solchen Eintragungen einerseits aber ausgesprochen zurückhielt. Seit Ende des Ersten Weltkriegs waren nur 2.700 Kulturgüter unter Schutz gestellt worden.[16] Andererseits erlangten die zuständigen Behörden oft schlechterdings keine Kenntnis von schützenswerten Kulturgütern, die hätten eingetragen werden können.[16]
- Die Verzahnung mit den landesrechtlichen Denkmalschutzgesetzen führte zu Wertungswidersprüchen: Im Verzeichnis nationalen Kulturgutes geführte Kulturgüter, die nicht dem landesrechtlichen Denkmalbegriff unterfielen, durften daher zwar nicht ins Ausland ausgeführt, im Inland aber zerstört werden.[17]

Hinzu kamen zwei Resolutionen des Weltsicherheitsrates, der die UN-Mitgliedstaaten so zu effektiven Maßnahmen gegen den illegalen Kunsthandel verpflichtete.  Damit sollte vor allem der Erkenntnis begegnet werden, dass sich Terrororganisationen in Syrien und im Irak auch durch den Handel mit Kulturgütern finanzierten. Schließlich war auch eine Neufassung der Rückgaberichtlinie bis 2015 umzusetzen.
Nicht zuletzt weil im Vorfeld der Novelle Kulturgüter von nationaler Bedeutung ins Ausland gelangt waren und teuer zurückgekauft werden mussten, begann man unter Federführung von Kulturstaatsministerin Monika Grütters ein vollständig neues Kulturgutschutzgesetzes zu erarbeiten. Schon im Herbst 2014 wurde deshalb eine öffentliche mündliche Anhörung von Fachkreisen, Verbänden, Kirchen und Wissenschaftlern durchgeführt. Anschließend wurden mit 100 Personen die Kernanliegen der Novelle erarbeitet.
Ende Juni 2015 gelangte zunächst ein nicht-autorisierter Referentenentwurf in die Öffentlichkeit und löste heftige Kritik aus: Im Handelsblatt kritisierte ein Rechtsanwalt, dass die Datenlage zur Terrorfinanzierung durch illegalen Antikenhandel nicht verifiziert sei. Sammler, Galeristen und Auktionatoren, unter anderem Rudolf Zwirner, Max Hetzler und Florian Illies wandten sich in einem offenen Brief an Frau Grütters gegen den Entwurf, den sie für eine deutliche Verschärfung der bis dato geltenden Rechtslage hielten. Dagegen kritisierten Archäologen, dass der Entwurf ungeeignet sei, Raubgrabungen zu verhindern.
Erst im Juli 2015 wurde demgegenüber ein abgestimmter Referentenentwurf bekannt. Zu diesem Entwurf wurden abermals Fachkreise, Verbände, Kirche und Wissenschaftler angehört; diesmal in einem schriftlichen Verfahren. Daraufhin beschloss die Bundesregierung am 4. November 2015 diesen Gesetzesentwurf und leitete ihn dem Bundesrat zu. Versehen mit dessen Stellungnahme wurde er im Februar 2016 in den Bundestag eingebracht. Nach erster Lesung wurde die weitere Bearbeitung des Gesetzentwurfs dem Ausschuss für Kultur und Medien zugewiesen. Er führte am 13. April 2016 eine weitere mündliche und schriftliche Anhörung diverser Experten durch. Mit den Stimmen der Regierungsparteien wurde das vom Ausschuss für Kultur und Medien in einigen Punkten geänderte Gesetz in zweiter und dritter Lesung angenommen. 12 Tage später stimmte der Bundesrat zu. Am 31. Juli wurde es vom Bundespräsidenten ausgefertigt und trat am 6. August 2016 in Kraft. Die Vorläuferregelungen traten zugleich außer Kraft.

## Regelungsgehalt
Inhaltlich umfasst das Kulturgutschutzgesetz im Wesentlichen Regelungen zu den Bereichen des Abwanderungsschutzes, der Einfuhrkontrolle, des Handels mit sowie der Rückgabe von Kulturgütern (Restitution). Hierfür wurden eine Reihe mitunter komplexer Regelungsmechanismen geschaffen, die nicht zuletzt dazu beitragen sollen, dass die zuständigen Behörden Kenntnis von schützenswerten Kulturgütern erhalten.

### Zentralbegriffe
Die Regelungen des Kulturgutschutzgesetzes knüpfen an verschiedene Begriffe von Kulturgut an. Auf diese Weise werden für einzelne Kategorien von Kulturgütern ein differenziertes System aus Bestimmungen geschaffen. Vor allem drei Begriffe sind für das Kulturgutschutzgesetz besonders zentral:

#### Kulturgut
Das Kulturgutschutzgesetz definiert als Kulturgut…

„jede bewegliche Sache oder Sachgesamtheit von künstlerischem, geschichtlichem oder archäologischem Wert oder aus anderen Bereichen des kulturellen Erbes, insbesondere von paläontologischem, ethnographischem, numismatischem oder wissenschaftlichem Wert“

Der Begriff ist Tatbestandsmerkmal der meisten Bestimmungen des Kulturgutschutzgesetzes und definiert daher dessen prinzipiellen Anwendungsbereich. Er wurde weit gefasst, weil das Kulturgutschutzgesetz mehrere Vorgängerregelungen in sich vereint, die unterschiedliche Kulturgutbegriffe verwendeten. Sie alle sollen nun in einem einheitlichen Kulturgutbegriff aufgehen. Zu Kritik führte, dass auch Objekte von paläontologischem Wert als Kulturgut gelten sollen. Die Paläontologie beschäftigt sich hauptsächlich mit Fossilien und damit mit einem Bereich der Natur, nicht der Kultur. Dem wird entgegen gehalten, dass der Begriff „Kulturgut“ an die Bedeutung eines Objekts für das kulturelle Leben anknüpfe und daher auch kulturell bedeutende Naturerscheinungen wie Fossilien, Pflanzen oder Mineralien bezeichnen könne.

#### Nationales Kulturgut
Als nationales Kulturgut definiert das Kulturgutschutzgesetz jedes…

„Kulturgut, das
1. in ein Verzeichnis national wertvollen Kulturgutes eingetragen ist,
2. sich in öffentlichem Eigentum und im Bestand einer öffentlich-rechtlichen Kulturgut bewahrenden Einrichtung befindet,
3. sich im Eigentum und im Bestand einer Kulturgut bewahrenden Einrichtung befindet, die überwiegend durch Zuwendungen der öffentlichen Hand finanziert wird, oder
4. Teil einer Kunstsammlung des Bundes oder der Länder ist.“

Der Begriff des nationalen Kulturgutes ist vor allem für die Regelungen des Abwanderungsschutzes und der Rückgabe relevant. Er entstammt der UNESCO-Konvention von 1970 sowie Art. 36 AEUV und wird auch von der EU-Ausfuhrverordnung sowie Rückgaberichtlinie verwendet. Nach Art. 36 AEUV dürfen von den nationalen Gesetzgebern unter anderem zum Schutz „nationalen Kulturgutes“ Regelungen erlassen werden, die den freien Warenverkehr innerhalb der Europäischen Union behindern. Die Festlegung, was „nationales Kulturgut“ ist, überlässt das Europarecht den einzelnen Mitgliedstaaten.
Mit der Definition folgt die Bundesrepublik Deutschland im Wesentlichen dem sogenannten Listenprinzip. Im Gegensatz zu anderen Staaten stellt Deutschland nicht bestimmte Gruppen von Kulturgütern generell unter Schutz, sondern nur solche, die in ein Verzeichnis national wertvollen Kulturgutes eingetragen sind. Daneben sind alle in öffentlichen Sammlungen befindlichen Kulturgüter automatisch von der Definition erfasst. Sofern sie von einem privaten Leihgeber zur Verfügung gestellt wurden, aber nicht gegen dessen Willen.

#### Archäologisches Kulturgut
Als archäologisches Kulturgut gelten alle…

„bewegliche Sachen oder Sachgesamtheiten, die von Menschen geschaffen oder bearbeitet wurden oder Aufschluss über menschliches Leben in vergangener Zeit geben, sich im Boden oder in einem Gewässer befinden oder befunden haben oder bei denen aufgrund der Gesamtumstände dies zu vermuten ist.“

Laut Bundesregierung soll sich diese Definition an das Denkmalschutzrecht der Länder sowie das EU-Recht anlehnen. Seitens der Rechtswissenschaft wird jedoch kritisiert, dass der Begriff ins Uferlose gehe. Letztlich sei demnach jede im Boden oder im Wasser gefundene Konservenbüchse ein besonders geschütztes archäologisches Kulturgut.

### Abwanderungsschutz
Das Kulturgutschutzgesetz stellt als Grundsatz die Ausfuhr jeden Kulturguts ab einer bestimmten Alters- und Wertgrenze gem. § 21 Nr. 2 i. V. m. § 24 Abs. 1 und 2 KGSG unter einen Genehmigungsvorbehalt. Auf diese Weise soll sichergestellt werden, dass der Staat wirtschaftlich hochwertige Kulturgüter aus Privatbesitz kennt, bevor sie ins Ausland ausgeführt werden. Von diesem Genehmigungsvorbehalt sind gem. § 24 Abs. 1 Nr. 2 KGSG einerseits Kulturgüter ausgenommen, die von ihrem Hersteller selbst in den europäischen Binnenmarkt entäußert werden. Andererseits bedarf die Ausfuhr solcher Kulturgüter keiner Genehmigung, die bestimmte Alters- und Wertgrenzen nicht erreichen. Diese Grenzen werden prinzipiell aus der EU-Ausfuhrverordnung übernommen, zum Teil aber für die Ausfuhr in den europäischen Binnenmarkt gem. § 24 Abs. 2 KGSG angehoben.
| Kulturgutkategorie       | Schutzuntergrenzen nach EU-Ausfuhrverordnung (Ausfuhr in Drittstaaten) | Schutzuntergrenzen nach EU-Ausfuhrverordnung (Ausfuhr in Drittstaaten) | Schutzuntergrenzen nach § 24 KGSG (Ausfuhr in europäischen Binnenmarkt) | Schutzuntergrenzen nach § 24 KGSG (Ausfuhr in europäischen Binnenmarkt) |
| Kulturgutkategorie       | Altersgrenze                                                           | Wertgrenze                                                             | Altersgrenze                                                            | Wertgrenze                                                              |
| ------------------------ | ---------------------------------------------------------------------- | ---------------------------------------------------------------------- | ----------------------------------------------------------------------- | ----------------------------------------------------------------------- |
| Archäologische Artefakte | 100 Jahre                                                              | keine                                                                  | 100 Jahre                                                               | keine                                                                   |
| Denkmalteile             | 100 Jahre                                                              | keine                                                                  | 100 Jahre                                                               | keine                                                                   |
| Gemälde                  | 50 Jahre                                                               | 150.000 €                                                              | 75 Jahre                                                                | 300.000 €                                                               |
| Aquarelle                | 50 Jahre                                                               | 30.000 €                                                               | 75 Jahre                                                                | 100.000 €                                                               |
| Mosaike                  | 50 Jahre                                                               | 15.000 €                                                               | 75 Jahre                                                                | 50.000 €                                                                |
| Radierungen              | 50 Jahre                                                               | 15.000 €                                                               | 75 Jahre                                                                | 50.000 €                                                                |
| Bildhauerkunst           | 50 Jahre                                                               | 50.000 €                                                               | 75 Jahre                                                                | 100.000 €                                                               |
| Fotografien / Filme      | 50 Jahre                                                               | 15.000 €                                                               | 75 Jahre                                                                | 50.000 €                                                                |
| Handschriften            | 50 Jahre                                                               | keine                                                                  | 75 Jahre                                                                | 50.000 €                                                                |
| Bücher                   | 100 Jahre                                                              | 50.000 €                                                               | 100 Jahre                                                               | 50.000 €                                                                |
| Landkarten               | 200 Jahre                                                              | 15.000 €                                                               | 200 Jahre                                                               | 15.000 €                                                                |
| Archive                  | 50 Jahre                                                               | keine                                                                  | 50 Jahre                                                                | 50.000 €                                                                |
| Sammlungen               | keine                                                                  | 50.000 €                                                               | keine                                                                   | 50.000 €                                                                |
| Verkehrsmittel           | 75 Jahre                                                               | 50.000 €                                                               | 150 Jahre                                                               | 100.000 €                                                               |
| Sonstige                 | grds. 100 Jahre                                                        | 50.000 €                                                               | 100 Jahre                                                               | 100.000 €                                                               |

#### Genehmigungsverfahren
Wurde eine Ausfuhrgenehmigung beantragt, müssen die zuständigen Behörden gemäß § 24 Abs. 5, 7 S. 1 KGSG binnen zehn Arbeitstagen eine Ausfuhrgenehmigung erteilen. Eine solche Genehmigung darf nur versagt werden, wenn
- ein Verfahren zur Eintragung des Kulturguts in das Verzeichnis national wertvollen Kulturguts eingeleitet wurde
- dieses Kulturgut illegal nach Deutschland eingeführt wurde
- das Kulturgut aufgrund des Verdachts einer illegalen Ein- oder Ausfuhr sichergestellt wurde
- vom Zoll angehalten wurde.

Für nationales Kulturgut hängt die Ausfuhrgenehmigung von weiteren Voraussetzungen ab. Sie darf gem. § 22 KGSG für eine Ausfuhr von höchstens 5 Jahren Dauer nur erteilt werden, wenn eine fristgerechte und unbeschadete Rückkehr des fraglichen Kulturguts nach Deutschland garantiert ist. Für eine längere als 5 Jahre dauernde Ausfuhr fordert § 23 Abs. 2 KGSG, dass dem nicht wesentliche Belange des deutschen Kulturgutbesitzes entgegenstehen. Davon ist gem. § 23 Abs. 3 KGSG aber jede Ausfuhr zur Restitution von Raubkunst ausgenommen. Wird die Genehmigung zur Ausfuhr für mehr als 6 Jahre versagt, kann der Eigentümer ein Ankaufsverfahren durch ein Museum oder eine ähnliche Einrichtung einleiten.

#### Eintragungsverfahren
Ist ein Kulturgut kein nationales Kulturgut, können die zuständigen Behörden eine Ausfuhrgenehmigung verweigern und stattdessen ein Verfahren zur Eintragung einleiten. Ziel dieses Verfahren ist, ein Kulturgut durch Eintragung in den Rang eines nationalen Kulturgutes zu heben. Solange dieses Verfahren nicht abgeschlossen ist, ist die Ausfuhr des jeweiligen Kulturgutes verboten (§ 21 Nr. 1 KGSG).
Die Voraussetzungen für die Eintragung in das Verzeichnis national wertvollen Kulturgutes regelt § 7 Abs. 1 KGSG. Demnach kann ein Kulturgut nur eingetragen werden, wenn

„1. es besonders bedeutsam für das kulturelle Erbe Deutschlands, der Länder oder einer seiner historischen Regionen und damit identitätsstiftend für die Kultur Deutschlands ist und 2. seine Abwanderung einen wesentlichen Verlust für den deutschen Kulturbesitz bedeuten würde und deshalb sein Verbleib im Bundesgebiet im herausragenden kulturellen öffentlichen Interesse liegt.“

Lebt der Hersteller des Kulturgutes noch, muss dieser einer Eintragung in jedem Fall zustimmen. Laut Gesetzesbegründung sollte so die bisherige Eintragungspraxis gesetzlich fixiert werden. Juristen kritisieren diese Norm jedoch. Die Begrifflichkeit sei schillernd, aber vollkommen unbestimmt. Außerdem sei unklar, inwiefern zwischen der Bedeutung für das kulturelle Erbe und der identitätsstiftenden Wirkung ein Kausalitätsverhältnis bestehen müsse.
Die Eintragung bewirkt zudem, dass die Beschädigung des Kulturguts gem. § 18 KGSG verboten ist und gem. § 83 Abs. 3 KGSG bestraft werden kann. Die Beschädigung und Zerstörung der übrigen Kategorien von Kulturgut war schon zuvor als gemeinschädliche Sachbeschädigung gem. § 304 StGB strafbar. Diese Regelung stellt sicher, dass ein Kulturgut, dessen Ausfuhr verboten ist, im Inland auch nicht legal zerstört werden kann. Vonseiten der Rechtswissenschaft wird jedoch bezweifelt, dass der Bund die nötige Gesetzgebungskompetenz zum Erlass einer solchen Regelung hat.

### Einfuhrkontrollen
Gem. § 28 Nr. 1 KGSG ist die Einfuhr jeden Kulturgutes verboten, das aus einem Mitgliedstaat der Europäischen Union oder der UNESCO-Konvention von 1970 stammt, dort als nationales Kulturgut unter Schutz gestellt ist und entgegen der dortigen Rechtsvorschriften ausgeführt wurde. Das Einfuhrverbot bestimmt sich damit allein nach dem Recht des Herkunftstaates, das sogenannte Listenprinzip wurde für Einfuhrbeschränkungen also aufgegeben. Von dieser Regelung sind gem. § 29 Nr. 1 KGSG aber solche Kulturgüter ausgenommen, die bei Inkrafttreten der Novelle nach der vorherigen Rechtslage bereits rechtmäßig ins Bundesgebiet eingeführt waren.
Gegenüber den deutschen Behörden muss gem. § 30 KGSG nachgewiesen werden, dass die Einfuhr des Kulturgutes nicht verboten war. Dafür müssen eine Ausfuhrgenehmigung oder andere die rechtmäßige Ausfuhr bestätigende Unterlagen des Herkunftsstaates vorgelegt werden. Seitens der Rechtswissenschaft wird kritisiert, dass die Definition des Herkunftsstaates, die sich aus § 2 Abs. 1 Nr. 8 KGSG ergibt, unklar sei. Als Herkunftsstaat gelte sowohl derjenige Staat, in dem das Kulturgut hergestellt wurde, als auch derjenige, der es unter Schutz gestellt hat. Selbst Experten sei es nicht möglich festzustellen, welche Staaten ein Objekt unter Schutz gestellt haben.

### Stichtage
- 26. April 2007 (völkerrechtliche Bindungswirkung des UNESCO-Übereinkommens von 1970 für die Bundesrepublik Deutschland): Rückgabeanspruch eines UNESCO-Vertragsstaates.[45] Kulturgüter, die vor diesem Stichtag aus dem jeweiligen Herkunftsstaat illegal verbracht worden sind, unterfallen keinem völkerrechtlich begründeten Rückgabeanspruch. Sie werden hierdurch aber nicht automatisch „legalisiert“, wie teilweise irrig angenommen wird. Etwaige zivilrechtliche Herausgabeansprüche bleiben von der völkerrechtlichen Wertung unberührt. Darüber hinaus bleibt der Handel mit Kulturgut, welches illegal ausgegraben, gestohlen wurde oder sonst abhandengekommen ist, in Deutschland verboten (§ 40 KGSG[46]). Die Sorgfaltspflichten für das Inverkehrbringen von Kulturgut (§§ 41 ff. KGSG[47]) sollen dieses Verbot sichern.

- 31. Dezember 1992: Rückgabeanspruch eines EU-Mitgliedstaates. Nach § 50 KGSG[48] ist auf Ersuchen eines EU-Mitgliedstaates Kulturgut zurückzugeben, wenn es von dort nach dem 31. Dezember 1992 illegal ausgeführt worden ist (z. B. ohne eine erforderliche Ausfuhrgenehmigung eines Herkunftsstaates) und vor oder nach der Ausfuhr als nationales Kulturgut von künstlerischem, geschichtlichem oder archäologischem Wert geschützt worden ist. Der Stichtag ist in der Richtlinie EU-weit einheitlich vorgegeben und knüpft an die erste Rückgaberichtlinie von 1993 an. Er gilt unabhängig vom Zeitpunkt des jeweiligen Beitritts zur EU.

### Sicherstellung und Einziehung
Haben Behörden den Verdacht, dass ein Kulturgut illegal aus- oder eingeführt wird, müssen sie es gem. § 33 Abs. 1 KGSG sicherstellen. Es wird dann von der zuständigen Behörde verwahrt und darf für die Dauer der Sicherstellung nicht beschädigt, zerstört oder in seinem Erscheinungsbild verändert werden. Die Sicherstellung besteht so lange fort, bis entweder der Verdacht entfallen ist oder eine Rückgabe des Kulturguts an den Herkunftsstaat ausgeschlossen ist oder erfolgen soll (§ 35 KGSG). Dann wird das Kulturgut dem Berechtigten herausgegeben.
Soll keine Rückgabe erfolgen und ist der Eigenbesitzer nicht ermittelbar oder holt er das Kulturgut nicht innerhalb einer ihm gesetzten Frist ab, wird es eingezogen. Diese Einziehung bewirkt, dass alle Rechte an dem Kulturgut erlöschen und das jeweilige Land selbst Eigentum erwirbt. Damit kann das Kulturgut wieder legal gehandelt werden, selbst wenn es zuvor illegal eingeführt worden ist. Daher kann das jeweilige Land das Kulturgut nach der Einziehung auch legal versteigern.

### Kulturguthandel
Eine zentrale Neuerung der Gesetzesnovelle von 2016 ist die erstmalige Normierung von Regeln für den Kulturguthandel. Sie sollen den illegalen Kulturguthandel unterbinden und setzen im Wesentlichen auf zwei Mittel:

#### Handelsverbote
So ist das Inverkehrbringen von Kulturgut verboten, wenn es…

„abhandengekommen ist, rechtswidrig ausgegraben oder unrechtmäßig eingeführt worden ist“

Das Verbot knüpft damit an das Einfuhrverbot des § 28 KGSG sowie an die landesrechtlichen Denkmalschutzvorschriften an. Letzteres ergibt sich aus § 2 Abs. 1 Nr. 14 KGSG, wonach ein Kulturgut als illegal ausgegraben gilt, wenn es ohne Grabungsgenehmigung ausgegraben wurde. Eine solche Genehmigung ist in allen deutschen Bundesländern vorgesehen. Die Bedeutung des Begriffs „abhandengekommen“ ist in der Rechtswissenschaft umstritten. Laut Gesetzesbegründung soll er sich an § 935 BGB anlehnen. Daraus folgert ein Teil der Fachliteratur, dass der Handel nur für solche Kulturgüter verboten ist, an welchen der Eigentümer den unmittelbaren Besitz verloren hat. Ein anderer Teil der Fachliteratur verweist darauf, dass der für § 935 BGB tragende Rechtsgrundsatz Hand wahre Hand für § 40 KGSG nicht gelte und deshalb jede Form von Besitzverlust als Abhandenkommen zu gelten habe.
Verstößt ein Geschäft gegen § 40 Abs. 1 KGSG, so ist es laut § 40 Abs. 2 KGSG nichtig. Auch die Bedeutung und Reichweite dieser Norm ist umstritten. Das überwiegende Schrifttum hält § 40 Abs. 2 KGSG für eine im Verhältnis zu § 134 BGB speziellere Norm und damit für eine lex perfecta, die das Abstraktionsprinzip des deutschen Zivilrechts durchbricht und deshalb einen gutgläubigen Auktionserwerb i. S. d. § 935 Abs. 2 ausschließt. Eine Mindermeinung will die Vorschrift hingegen für abhandengekommene Kulturgüter teleologisch reduzieren, sodass etwa gestohlene Kunstwerke auch weiterhin bei Auktionen erworben werden können. Andernfalls sei der Kunsthandelsstandort in Deutschland gefährdet. Ihr wird entgegen gehalten, dass § 935 Abs. 2 BGB ein besonderes Verkehrsinteresse am Auktionserwerb schütze, an der Durchbrechung eines gesetzlichen Verbotes wie § 40 Abs. 1 KGSG aber niemals ein besonderes Verkehrsinteresse bestehen könne. Teilweise wird weiterhin vertreten, dass § 40 KGSG ein Erwerbsverbot begründe, das auch eine Ersitzung ausschließe. Die wohl überwiegende Auffassung lehnt dies ab, weil sich die Vorschrift ihrem Wortlaut zufolge bloß auf Rechtsgeschäfte bezieht. Die höchstrichterliche Rechtsprechung hat die Frage bisher noch nicht entschieden. In einem Obiter dictum hat das Oberlandesgericht Nürnberg 2017 zunächst festgestellt, dass § 40 KGSG zumindest einer Ersitzung nicht im Wege stehe. Diese Entscheidung hat der Bundesgerichtshof 2019 aus anderen Gründen aufgehoben und dabei ausdrücklich offen gelassen, ob infolge § 40 KGSG noch eine Ersitzung möglich ist oder nicht.
Wird ein gem. § 40 KGSG verbotenes Geschäft geschlossen, macht sich der Veräußerer nicht nur nach § 40 Abs. 4 KGSG gegenüber dem Erwerber schadens- oder aufwendungsersatzpflichtig, sondern auch nach § 83 Abs. 1 Nr. 4 und 5 KGSG strafbar.

#### Sorgfalts-, Aufzeichnungs- und Auskunftspflichten
Um möglichst zu verhindern, dass ein verbotenes Geschäft geschlossen wird, erlegt das KGSG dem Veräußerer von Kulturgut Sorgfaltspflichten auf. Die Rechtswissenschaft kritisiert, dass ihre Rechtsnatur unklar sei, weil sie sowohl einen zivilrechtlichen als auch einen öffentlich-rechtlichen Charakter haben.
Jeder, der Kulturgut veräußern will, muss gem. § 41 KGSG unabhängig von Alter, Art und Wert des Kulturgutes alle mit zumutbarem Aufwand zu beschaffenden Informationen prüfen. Das gilt aber nur, bei bestimmten Verdachtsmomenten. Als solche kommen insbesondere in Betracht, dass das Kulturgut zuvor ungewöhnlich günstig veräußert wurde oder dass der vorherige Veräußerer bei einem hohen Kaufpreis auf Barzahlung bestanden hat. In allen anderen Fällen soll maßgeblich sein, ob eine vernünftige Person Verdacht geschöpft hätte. Daran wird kritisiert, dass die Figur der vernünftigen Person eine Entlehnung aus dem common law ist, die dem deutschen Recht so fremd sei.
Für gewerbliche Kunsthändler sehen die §§ 42 ff. KGSG ein abgestuftes System von Pflichten vor. So entlastet § 43 KGSG etwa den Primärmarkt, während § 44 KGSG für besonders sensible Kulturgüter verschärfte Pflichten formuliert. Verschärfte Pflichten gelten aber nur für Kulturgüter mit einem Wert von mindestens 2.500 €, es sei denn, es handelt sich um archäologisches Kulturgut. Hinzu treten Pflichten zur Aufzeichnung und Aufbewahrung von Unterlagen, in die gegebenenfalls Einsicht gewährt werden muss.
Das Kulturgutschutzgesetz vereint schließlich die bisherigen Regelungen zur Rückgabe von Kulturgütern in ihre Herkunftsstaaten. Es entspricht insoweit den bisherigen Regelungen bzw. setzt das Europa- und Völkerrecht um.

## Kritik
Das Kulturgutschutzgesetz wird in den einschlägigen Fachmedien umfangreich kritisiert. Vor allem Vertreter des Kunsthandels bemängeln, dass sie übermäßig belastet seien. So sei etwa nicht hinreichend berücksichtigt, dass kaum ein Kulturgut je mit zugehörigen Unterlagen gehandelt würde. Gerade dieser Umstand gilt der Gegenposition als Beleg für einen florierenden illegalen Kulturguthandel. Weil das Kulturgutschutzgesetz nur für die Zukunft gilt, würden alle relevanten Fälle davon zudem nicht erfasst. Andere kritisieren, dass die Sorgfaltspflichten des Kulturgutschutzgesetzes die nach Denkmalrecht bestehenden Schatzregalien aushebele. Weil es archäologische Zufallsfunde nicht erfasse, könne an diesen gutgläubig Eigentum erworben werden. In diesem Zusammenhang trügen die Sorgfaltspflichten dazu bei, die Anforderungen an die Gutgläubigkeit des Erwerbers abzusenken. Die Länder würden daher praktisch meist das Eigentum an solchen Gegenständen verlieren, wenn diese in den illegalen Handel gelangen. Auch sonst berücksichtige das Gesetz die Belange des Kulturgutschutzes unzureichend, weil die Bestimmungen nur wirklich auf museale Kulturgüter passen und jede Schutzbestimmung von ökonomischen Kriterien abhängig mache. Gegen diverse Vorschriften des Kulturgutschutzgesetzes wurde Verfassungsbeschwerde beim Bundesverfassungsgericht eingelegt. Die Verfahren sind abgeschlossen. Die Verfassungsbeschwerden wurden nicht zur Entscheidung angenommen, weil sie u. a. nicht die Subsidiaritätsanforderungen erfüllen. Zunächst besteht noch ein fachgerichtlicher Klärungsbedarf für einige Rechtsbegriffe in den entsprechenden Paragraphen im KGSG: zumutbarer Aufwand, Merkmal des Abhandenkommens, Ausfuhrverbot mit Genehmigungsvorbehalt, die Zehn-Tages-Frist für die Bearbeitung der Ausfuhranträge etc.
In einem Beitrag des Archäologen Raimund Karl werden einige Gerichtsurteile im Bereich des Kulturgüterschutzes, insbesondere betreffend den Handel mit archäologischen Kulturgütern genauer betrachtet und analysiert. Diese Urteile gleichen sich insofern, als staatliche Kulturgüterschützer sich in diesen Fällen mehr oder minder grob rechtswidrig verhielten und dadurch den von diesem Verhalten Betroffenen – ob nun unabsichtlich oder absichtlich – versucht haben zu schädigen.